# سنقر شمالی

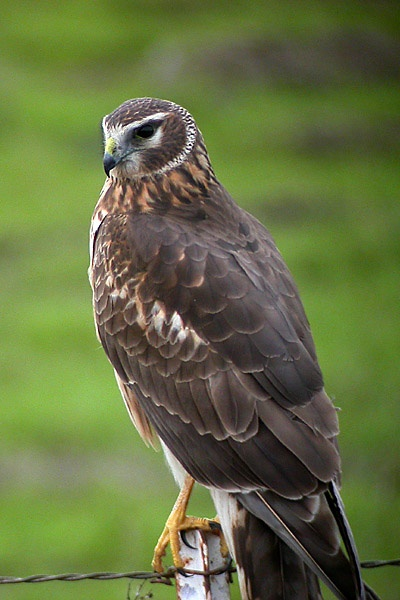

سنقر شمالی یا باز مردابی (به انگلیسی: Northern harrier)، یک پرنده شکاری در سراسر بخش‌های نیم‌کره شمالی در کانادا و شمالی‌ترین منطقه ایالات متحده آمریکا تولیدمثل می‌کند.